# Liste der Kategorie-A-Bauwerke in Angus

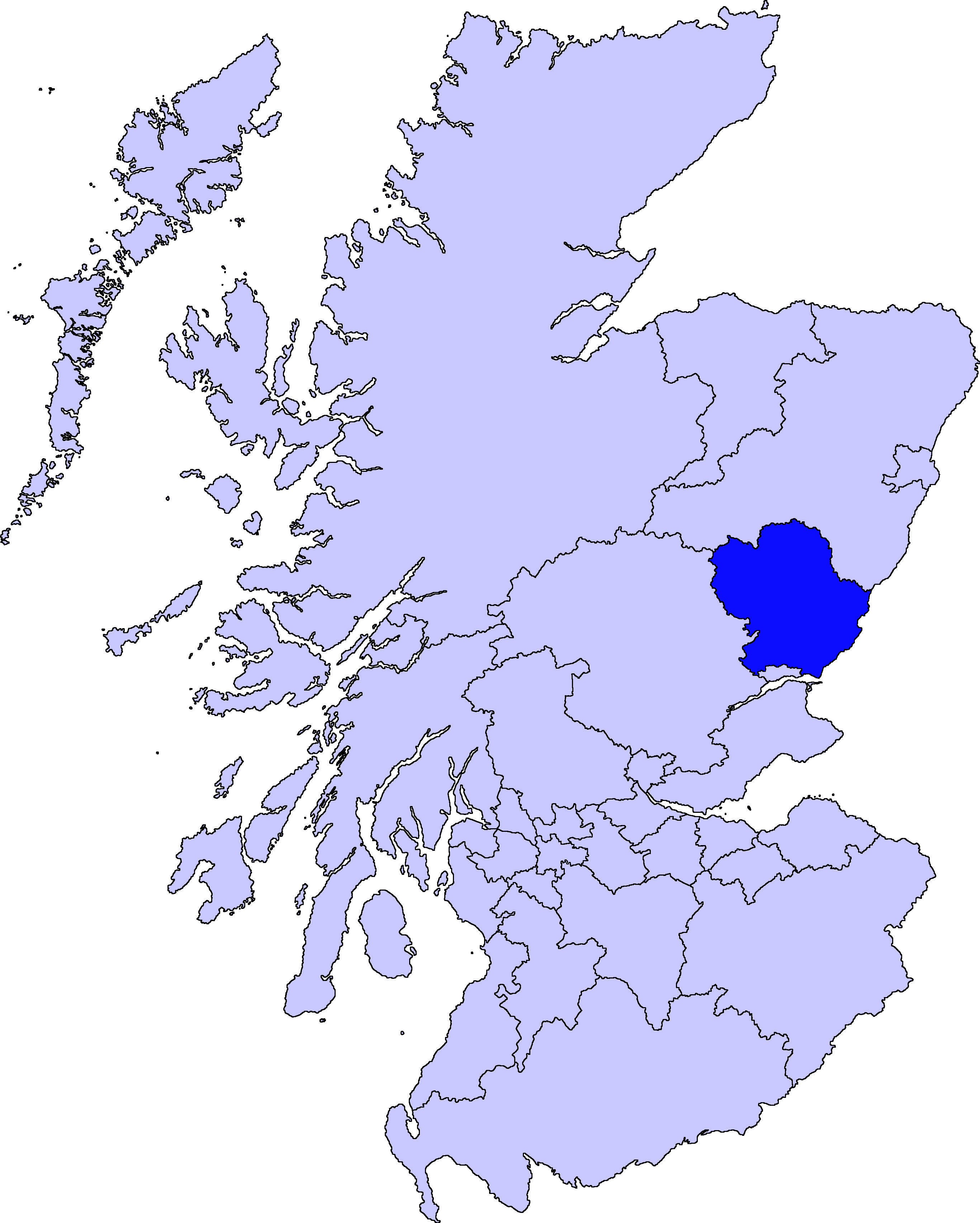
Lage von Angus in Schottland

Die Liste der Kategorie-A-Gebäude in Angus umfasst sämtliche in der Kategorie A eingetragenen Baudenkmäler in der schottischen Council Area Angus. Die Einstufung wird anhand der Kriterien von Historic Scotland vorgenommen, wobei in die höchste Kategorie A Bauwerke von nationaler oder internationaler Bedeutung einsortiert sind. In Angus sind derzeit 81 Bauwerke in der Kategorie A gelistet.
| Name                                          | Lage                                             | Typ                        | Eintrag | Bild                                      |
| --------------------------------------------- | ------------------------------------------------ | -------------------------- | ------- | ----------------------------------------- |
| Barry Mill                                    | nahe Carnoustie 56° 30′ 15,9″ N, 2° 45′ 30,4″ W  | Mühle                      | 4649    | Barry Mill                                |
| Careston Castle                               | nahe Brechin 56° 43′ 41,7″ N, 2° 46′ 7,3″ W      | Tower House                | 4656    | Careston Castle                           |
| Bridge of Dun                                 | nahe Farnell 56° 42′ 59,1″ N, 2° 33′ 9,3″ W      | Brücke                     | 4677    | Bridge of Dun                             |
| House of Dun                                  | nahe Montrose 56° 43′ 45,6″ N, 2° 32′ 25,3″ W    | Herrenhaus                 | 4691    | House of Dun                              |
| Court of Offices                              | nahe Montrose 56° 43′ 45,2″ N, 2° 32′ 28,3″ W    | Herrenhaus                 | 4692    | Court of Offices                          |
| St Vigeans Parish Church                      | Arbroath 56° 34′ 36,2″ N, 2° 35′ 24,7″ W         | Kirche                     | 4770    | St Vigeans Parish Church                  |
| Melgund Castle                                | nahe Brechin 56° 41′ 47,3″ N, 2° 44′ 33,5″ W     | Tower House                | 4931    | Melgund Castle                            |
| Usan House                                    | nahe Montrose 56° 41′ 16,6″ N, 2° 27′ 18,6″ W    | Herrenhaus                 | 4964    | Usan House                                |
| Dunninald Castle                              | nahe Montrose 56° 40′ 45,3″ N, 2° 29′ 7,5″ W     | Herrenhaus                 | 4972    | Dunninald Castle                          |
| Kirk Tower House                              | nahe Montrose 56° 41′ 34,2″ N, 2° 29′ 7,2″ W     | Kirche                     | 4979    | Kirk Tower House                          |
| Craig House                                   | nahe Montrose 56° 41′ 49,1″ N, 2° 29′ 12,4″ W    | Herrenhaus                 | 4984    |                                           |
| Torhaus von Craig House                       | nahe Montrose 56° 41′ 48,3″ N, 2° 29′ 9,6″ W     | Tor                        | 4985    |                                           |
| Kintrockat House                              | nahe Brechin 56° 43′ 18,4″ N, 2° 42′ 24,5″ W     | Villa                      | 5011    |                                           |
| Ardovie House                                 | nahe Brechin 56° 41′ 53,5″ N, 2° 39′ 57,4″ W     | Villa                      | 5016    |                                           |
| Brechin Castle                                | Brechin 56° 43′ 44,2″ N, 2° 39′ 32,7″ W          | Herrenhaus                 | 5030    | Brechin Castle                            |
| Stannochy Bridge                              | nahe Brechin 56° 43′ 18,4″ N, 2° 40′ 54,4″ W     | Brücke                     | 5042    | Stannochy Bridge                          |
| Auchterhouse Old Mansion House                | Auchterhouse 56° 31′ 22,1″ N, 3° 5′ 19,1″ W      | Herrenhaus                 | 5689    | Auchterhouse Old Mansion House            |
| Taubenhaus des Auchterhouse Old Mansion House | Auchterhouse 56° 31′ 24,3″ N, 3° 5′ 14″ W        | Taubenhaus                 | 5690    |                                           |
| East Gates                                    | nahe Liff 56° 28′ 25,2″ N, 3° 6′ 25,3″ W         | Tor                        | 10854   | East Gates                                |
| Gallery                                       | nahe Marykirk 56° 46′ 51,4″ N, 2° 32′ 12″ W      | Herrenhaus                 | 11165   |                                           |
| Marykirk Bridge                               | Marykirk 56° 46′ 32,1″ N, 2° 30′ 55,4″ W         | Brücke                     | 11177   |                                           |
| Zollhaus von Marykirk                         | Marykirk 56° 46′ 31,1″ N, 2° 30′ 58,5″ W         | Zollhaus                   | 11178   |                                           |
| Inglis Memorial Hall                          | Edzell 56° 48′ 26,1″ N, 2° 39′ 13″ W             | Halle                      | 11261   | Inglis Memorial Hall                      |
| Ethie Castle                                  | nahe Inverkeilor 56° 36′ 44,4″ N, 2° 30′ 39,8″ W | Herrenhaus                 | 11278   | Ethie Castle                              |
| Baldovie Farmhouse                            | nahe Kirriemuir 56° 40′ 24,7″ N, 3° 6′ 14,8″ W   | Bauernhaus                 | 11417   |                                           |
| Farnell Parish Kirk                           | Farnell 56° 41′ 20,6″ N, 2° 36′ 35,5″ W          | Kirche                     | 11497   | Farnell Parish Kirk                       |
| Farnell Castle                                | Farnell 56° 41′ 22,5″ N, 2° 36′ 35,6″ W          | Tower House                | 11501   |                                           |
| Strathmore Aisle                              | Glamis 56° 36′ 34,4″ N, 3° 0′ 4,3″ W             | Kirchenrest                | 11556   |                                           |
| Inverquharity Castle                          | nahe Kirriemuir 56° 42′ 34,3″ N, 2° 57′ 48,2″ W  | Tower House                | 11665   | Inverquharity Castle                      |
| Taubenhaus von Rochelhill                     | nahe Glamis 56° 35′ 38,5″ N, 3° 1′ 9,7″ W        | Taubenhaus                 | 11670   | Taubenhaus von Rochelhill                 |
| Glamis Castle                                 | nahe Glamis 56° 37′ 12,7″ N, 3° 0′ 6,1″ W        | Schloss                    | 11701   | Glamis Castle                             |
| Sonnenuhr von Glamis Castle                   | nahe Glamis 56° 37′ 11″ N, 3° 0′ 5,4″ W          | Sonnenuhr                  | 11705   | Sonnenuhr von Glamis Castle               |
| Taubenhaus von Glamis Castle                  | nahe Glamis 56° 36′ 48,1″ N, 3° 0′ 18,4″ W       | Taubenhaus                 | 11710   | Taubenhaus von Glamis Castle              |
| Gutshof von Pitmuies House                    | nahe Friockheim 56° 38′ 17,7″ N, 2° 42′ 25,6″ W  | Bauernhof                  | 11875   |                                           |
| Gardyne Castle                                | nahe Friockheim 56° 37′ 44,1″ N, 2° 41′ 46,8″ W  | Tower House                | 11914   | Gardyne Castle                            |
| Taubenhaus von Edzell Castle                  | Edzell 56° 48′ 41,1″ N, 2° 40′ 31″ W             | Taubenhaus                 | 12385   | Taubenhaus von Edzell Castle              |
| Pitmuies House                                | nahe Friockheim 56° 38′ 15,5″ N, 2° 42′ 25,7″ W  | Herrenhaus                 | 13076   | Pitmuies House                            |
| Lundie Parish Church                          | Lundie 56° 30′ 58,1″ N, 3° 9′ 16,1″ W            | Kirche                     | 13090   | Lundie Parish Church                      |
| Fowlis Easter Parish Church                   | Fowlis Easter 56° 29′ 17,9″ N, 3° 6′ 9,4″ W      | Kirche                     | 13144   | Fowlis Easter Parish Church               |
| Balintore Castle                              | nahe Kirriemuir 56° 43′ 2,8″ N, 3° 9′ 40″ W      | Herrenhaus                 | 13757   | Balintore Castle                          |
| Tealing Parish Church                         | nahe Tealing 56° 31′ 47″ N, 2° 58′ 16,9″ W       | Kirche                     | 17450   | Tealing Parish Church                     |
| South Balluderon Farm                         | nahe Tealing 56° 31′ 50″ N, 3° 1′ 0″ W           | Bauernhof                  | 17458   | South Balluderon Farm                     |
| Pitscandly House                              | nahe Lunanhead 56° 39′ 42,2″ N, 2° 50′ 34,2″ W   | Herrenhaus                 | 17657   | Pitscandly House                          |
| Sonnenuhr von Balnamoon House                 | nahe Brechin 56° 45′ 45,6″ N, 2° 44′ 7,1″ W      | Sonnenuhr                  | 17700   |                                           |
| House of Kinnaber                             | nahe Montrose 56° 44′ 47,5″ N, 2° 27′ 0,7″ W     | Herrenhaus                 | 17762   | House of Kinnaber                         |
| Stracathro House                              | nahe Edzell 56° 46′ 47,5″ N, 2° 36′ 51,6″ W      | Herrenhaus                 | 17803   | Stracathro House                          |
| Stallungen von Stracathro House               | nahe Edzell 56° 46′ 48,7″ N, 2° 37′ 2,8″ W       | Stallung                   | 17804   |                                           |
| Downie Park House                             | nahe Kirriemuir 56° 42′ 54,3″ N, 2° 58′ 3,6″ W   | Villa                      | 18034   | Downie Park House                         |
| West Gate                                     | nahe Carnoustie 56° 32′ 8,2″ N, 2° 45′ 51,5″ W   | Tor                        | 18418   |                                           |
| Gedenksäule von Panmure House                 | nahe Carnoustie 56° 32′ 25,1″ N, 2° 45′ 13,3″ W  | Denkmal                    | 18419   | Gedenksäule von Panmure House             |
| Gagie House                                   | nahe Wellbank 56° 31′ 37,2″ N, 2° 53′ 48,3″ W    | Villa                      | 19001   | Gagie House                               |
| Sommerhaus von Gagie House                    | nahe Wellbank 56° 31′ 36,7″ N, 2° 53′ 47,8″ W    | Wohngebäude                | 19004   |                                           |
| Murroes House                                 | nahe Wellbank 56° 30′ 15,5″ N, 2° 52′ 37″ W      | Villa                      | 19011   | Murroes House                             |
| Baltic Works                                  | Arbroath 56° 33′ 50,2″ N, 2° 35′ 18,1″ W         | Mühle                      | 21141   | Baltic Works                              |
| Signal Tower Museum                           | Arbroath 56° 33′ 16,9″ N, 2° 35′ 11,3″ W         | Museum                     | 21230   | Signal Tower Museum                       |
| The Elms                                      | Arbroath 56° 33′ 58,9″ N, 2° 36′ 0,9″ W          | Villa                      | 21250   |                                           |
| Kapelle des Western Cemetery                  | Arbroath 56° 33′ 58,7″ N, 2° 36′ 43,3″ W         | Kirche                     | 21252   | Kapelle des Western Cemetery              |
| Hospitalfield House                           | Arbroath 56° 33′ 15,8″ N, 2° 36′ 36,9″ W         | Villa                      | 21253   | Hospitalfield House                       |
| Brechin Cathedral                             | Brechin 56° 43′ 50,5″ N, 2° 39′ 40,8″ W          | Kirche                     | 22439   | Brechin Cathedral                         |
| 25–27 High Street                             | Brechin 56° 43′ 53,7″ N, 2° 39′ 35,3″ W          | Wohn- und Geschäftsgebäude | 22476   |                                           |
| 68–74 High Street                             | Brechin 56° 43′ 50,9″ N, 2° 39′ 32,8″ W          | Wohn- und Geschäftsgebäude | 22505   |                                           |
| Maison Dieu Chapel                            | Brechin 56° 43′ 58,2″ N, 2° 39′ 38,5″ W          | Kirchenruine               | 22508   | Maison Dieu Chapel                        |
| West and St Columba’s Parish Church           | Brechin 56° 44′ 0,9″ N, 2° 39′ 26,4″ W           | Kirche                     | 22522   | West and St Columba’s Parish Church       |
| Brechin Bridge                                | Brechin 56° 43′ 24″ N, 2° 38′ 52,8″ W            | Brücke                     | 22549   | Brechin Bridge                            |
| Gardner Memorial Church                       | Brechin 56° 43′ 53″ N, 2° 39′ 16,2″ W            | Kirche                     | 22568   | Gardner Memorial Church                   |
| Sheriff Court Building                        | Forfar 56° 38′ 40,4″ N, 2° 53′ 18,4″ W           | öffentliches Gebäude       | 31542   | Sheriff Court Building                    |
| Lowson Memorial Parish Church                 | Forfar 56° 38′ 47,8″ N, 2° 52′ 26,2″ W           | Kirche                     | 31604   | Lowson Memorial Parish Church             |
| St Mary’s Church                              | Kirriemuir 56° 40′ 37,2″ N, 3° 0′ 29,3″ W        | Kirche                     | 36899   |                                           |
| Holly House                                   | Montrose 56° 42′ 38,6″ N, 2° 28′ 8″ W            | Wohngebäude                | 38041   |                                           |
| The Retreat                                   | Montrose 56° 42′ 37,5″ N, 2° 28′ 8,4″ W          | Wohngebäude                | 38046   |                                           |
| Carnegie Free Library                         | Montrose 56° 42′ 35,5″ N, 2° 28′ 8,9″ W          | Bibliothek                 | 38051   | Carnegie Free Library                     |
| Rathaus von Montrose                          | Montrose 56° 42′ 39,3″ N, 2° 28′ 4,9″ W          | Rathaus                    | 38083   | Rathaus von Montrose                      |
| Old and St Andrew’s Church                    | Montrose 56° 42′ 38,3″ N, 2° 28′ 3,7″ W          | Kirche                     | 38084   | Old and St Andrew’s Church                |
| Straton House                                 | Montrose 56° 42′ 33,2″ N, 2° 28′ 6,1″ W          | Wohngebäude                | 38095   |                                           |
| Montrose Royal Infirmary                      | Montrose 56° 42′ 28″ N, 2° 28′ 28,3″ W           | Krankenhaus                | 38112   | Montrose Royal Infirmary                  |
| 1–8 Panmure Terrace                           | Montrose 56° 42′ 38,4″ N, 2° 27′ 52,9″ W         | Wohngebäude                | 38195   | 1–8 Panmure Terrace                       |
| St Mary’s and St Peter’s Episcopal Church     | Montrose 56° 42′ 38,8″ N, 2° 27′ 48,1″ W         | Kirche                     | 38204   | St Mary’s and St Peter’s Episcopal Church |
| Chapel Works                                  | Montrose 56° 42′ 37,7″ N, 2° 27′ 40″ W           | Mühle                      | 38212   | Chapel Works                              |
| Montrose Airfield Gebäude 48                  | Montrose 56° 43′ 27,1″ N, 2° 27′ 46,8″ W         | Militäranlage              | 38228   | Montrose Airfield Gebäude 48              |
| Bell Rock Lighthouse                          | nahe Arbroath 56° 25′ 58,3″ N, 2° 23′ 17,1″ W    | Leuchtturm                 | 45197   | Bell Rock Lighthouse                      |
| Logie Schoolhouse                             | nahe Montrose 56° 45′ 45,4″ N, 2° 29′ 43,7″ W    | Schule                     | 50209   |                                           |